# Torna härads valkrets
Torna härads valkrets var i riksdagsvalen till andra kammaren 1866 samt 1872–1908 en egen valkrets med ett mandat. Under mandatperioden 1870–1872 ingick området i Bara och Torna domsagas valkrets. Valkretsen avskaffades vid införandet av proportionellt valsystem i valet 1911, då området gick upp i Malmöhus läns mellersta valkrets.

## Riksdagsmän
- Robert De la Gardie, min (1867)
- Jöns Olsson, nylib (1868–1869)
- Nils Nilsson (1873–1875)
- Christen Christenson, c (1876–1879)
- Nils Nilsson (1880–1881)
- Christen Christenson (1882–1885)
- Nils Åkesson, lmp 1886–1887, nya lmp 1888–1894, lmp 1895–1905 (1886–1905)
- Jöns Åkesson, lib s 1906–1907, högervilde 1908 (1906–1908)
- Johan Jönsson, lib s (1909–1911)

## Valresultat

### 1896
| Andrakammarvalet i Sverige 1896: Torna härads valkrets | Andrakammarvalet i Sverige 1896: Torna härads valkrets | Andrakammarvalet i Sverige 1896: Torna härads valkrets | Andrakammarvalet i Sverige 1896: Torna härads valkrets | Andrakammarvalet i Sverige 1896: Torna härads valkrets |
| Kandidat                                               | Kandidat                                               | Röster                                                 | Röster                                                 | Röster                                                 |
| Kandidat                                               | Kandidat                                               | Antal                                                  | %                                                      | +− %                                                   |
| ------------------------------------------------------ | ------------------------------------------------------ | ------------------------------------------------------ | ------------------------------------------------------ | ------------------------------------------------------ |
|                                                        | Nils Åkesson                                           | 170                                                    | 47,1                                                   |                                                        |
|                                                        | Ragnar Pihlstrand (fp)                                 | 170                                                    | 47,1                                                   |                                                        |
|                                                        | Övriga kandidater                                      | 21                                                     | 5,8                                                    |                                                        |
| Antal giltiga röster                                   | Antal giltiga röster                                   | 361                                                    |                                                        |                                                        |
| Kasserade röster                                       | Kasserade röster                                       | 4                                                      |                                                        |                                                        |
| Totalt                                                 | Totalt                                                 | 365                                                    |                                                        |                                                        |

| Andrakammarvalet i Sverige 1896: Torna härads valkrets | Andrakammarvalet i Sverige 1896: Torna härads valkrets | Andrakammarvalet i Sverige 1896: Torna härads valkrets | Andrakammarvalet i Sverige 1896: Torna härads valkrets | Andrakammarvalet i Sverige 1896: Torna härads valkrets |
| Kandidat                                               | Kandidat                                               | Röster                                                 | Röster                                                 | Röster                                                 |
| Kandidat                                               | Kandidat                                               | Antal                                                  | %                                                      | +− %                                                   |
| ------------------------------------------------------ | ------------------------------------------------------ | ------------------------------------------------------ | ------------------------------------------------------ | ------------------------------------------------------ |
|                                                        | Nils Åkesson                                           | 441                                                    | 61,6                                                   |                                                        |
|                                                        | Ragnar Pihlstrand (fp)                                 | 272                                                    | 38,0                                                   |                                                        |
|                                                        | Övriga kandidater                                      | 3                                                      | 0,4                                                    |                                                        |
| Antal giltiga röster                                   | Antal giltiga röster                                   | 716                                                    |                                                        |                                                        |
| Kasserade röster                                       | Kasserade röster                                       | 3                                                      |                                                        |                                                        |
| Totalt                                                 | Totalt                                                 | 719                                                    |                                                        |                                                        |

### 1899
| Andrakammarvalet i Sverige 1899: Torna härads valkrets | Andrakammarvalet i Sverige 1899: Torna härads valkrets | Andrakammarvalet i Sverige 1899: Torna härads valkrets | Andrakammarvalet i Sverige 1899: Torna härads valkrets | Andrakammarvalet i Sverige 1899: Torna härads valkrets |
| Kandidat                                               | Kandidat                                               | Röster                                                 | Röster                                                 | Röster                                                 |
| Kandidat                                               | Kandidat                                               | Antal                                                  | %                                                      | +− %                                                   |
| ------------------------------------------------------ | ------------------------------------------------------ | ------------------------------------------------------ | ------------------------------------------------------ | ------------------------------------------------------ |
|                                                        | Nils Åkesson                                           | 236                                                    | 75,2                                                   |                                                        |
|                                                        | Närmaste kandidat                                      | 28                                                     | 8,9                                                    |                                                        |
|                                                        | Övriga kandidater                                      | 50                                                     | 15,9                                                   |                                                        |
| Antal giltiga röster                                   | Antal giltiga röster                                   | 314                                                    |                                                        |                                                        |
| Kasserade röster                                       | Kasserade röster                                       | 13                                                     |                                                        |                                                        |
| Totalt                                                 | Totalt                                                 | 327                                                    |                                                        |                                                        |

Valet ägde rum den 19 augusti 1899. Valdeltagandet var 16,3%.

### 1902
| Andrakammarvalet i Sverige 1902: Torna härads valkrets | Andrakammarvalet i Sverige 1902: Torna härads valkrets | Andrakammarvalet i Sverige 1902: Torna härads valkrets | Andrakammarvalet i Sverige 1902: Torna härads valkrets | Andrakammarvalet i Sverige 1902: Torna härads valkrets |
| Kandidat                                               | Kandidat                                               | Röster                                                 | Röster                                                 | Röster                                                 |
| Kandidat                                               | Kandidat                                               | Antal                                                  | %                                                      | +− %                                                   |
| ------------------------------------------------------ | ------------------------------------------------------ | ------------------------------------------------------ | ------------------------------------------------------ | ------------------------------------------------------ |
|                                                        | Nils Åkesson                                           | 457                                                    | 74,6                                                   | ▼0,6                                                   |
|                                                        | A. Dahlberg                                            | 143                                                    | 23,3                                                   |                                                        |
|                                                        | Övriga kandidater                                      | 13                                                     | 2,1                                                    |                                                        |
| Antal giltiga röster                                   | Antal giltiga röster                                   | 613                                                    |                                                        |                                                        |
| Kasserade röster                                       | Kasserade röster                                       | 35                                                     |                                                        |                                                        |
| Totalt                                                 | Totalt                                                 | 648                                                    |                                                        |                                                        |

Valet ägde rum den 4 september 1902. Valdeltagandet var 31,0%.

### 1905
| Andrakammarvalet i Sverige 1905: Torna härads valkrets | Andrakammarvalet i Sverige 1905: Torna härads valkrets | Andrakammarvalet i Sverige 1905: Torna härads valkrets | Andrakammarvalet i Sverige 1905: Torna härads valkrets | Andrakammarvalet i Sverige 1905: Torna härads valkrets |
| Kandidat                                               | Kandidat                                               | Röster                                                 | Röster                                                 | Röster                                                 |
| Kandidat                                               | Kandidat                                               | Antal                                                  | %                                                      | +− %                                                   |
| ------------------------------------------------------ | ------------------------------------------------------ | ------------------------------------------------------ | ------------------------------------------------------ | ------------------------------------------------------ |
|                                                        | Jöns Åkesson                                           | 642                                                    | 56,1                                                   |                                                        |
|                                                        | Nils Åkesson                                           | 488                                                    | 42,6                                                   | ▼32,0                                                  |
|                                                        | Övriga kandidater                                      | 15                                                     | 1,3                                                    |                                                        |
| Antal giltiga röster                                   | Antal giltiga röster                                   | 1 145                                                  |                                                        |                                                        |
| Kasserade röster                                       | Kasserade röster                                       | 2                                                      |                                                        |                                                        |
| Totalt                                                 | Totalt                                                 | 1 147                                                  |                                                        |                                                        |

Valet ägde rum den 17 september 1905. Valdeltagandet var 48,7%.

### 1908
| Andrakammarvalet i Sverige 1908: Torna härads valkrets | Andrakammarvalet i Sverige 1908: Torna härads valkrets | Andrakammarvalet i Sverige 1908: Torna härads valkrets | Andrakammarvalet i Sverige 1908: Torna härads valkrets | Andrakammarvalet i Sverige 1908: Torna härads valkrets |
| Kandidat                                               | Kandidat                                               | Röster                                                 | Röster                                                 | Röster                                                 |
| Kandidat                                               | Kandidat                                               | Antal                                                  | %                                                      | +− %                                                   |
| ------------------------------------------------------ | ------------------------------------------------------ | ------------------------------------------------------ | ------------------------------------------------------ | ------------------------------------------------------ |
|                                                        | Johan Jönsson                                          | 788                                                    | 48,7                                                   |                                                        |
|                                                        | Jöns Åkesson (högervilde)                              | 472                                                    | 29,2                                                   | ▼26,9                                                  |
|                                                        | Nils Persson (höger)                                   | 341                                                    | 21,1                                                   |                                                        |
|                                                        | Övriga kandidater                                      | 17                                                     | 1,0                                                    |                                                        |
| Antal giltiga röster                                   | Antal giltiga röster                                   | 1 618                                                  |                                                        |                                                        |
| Kasserade röster                                       | Kasserade röster                                       | 7                                                      |                                                        |                                                        |
| Totalt                                                 | Totalt                                                 | 1 625                                                  |                                                        |                                                        |

Valet ägde rum den 6 september 1908. Valdeltagandet var 62,0%.